# لانس شو
لانس شو (24 أغسطس 1983 - ) (بالإنجليزية: Lance Shaw)‏ هو لاعب كريكت نيوزلندي.